# Stephen Heller

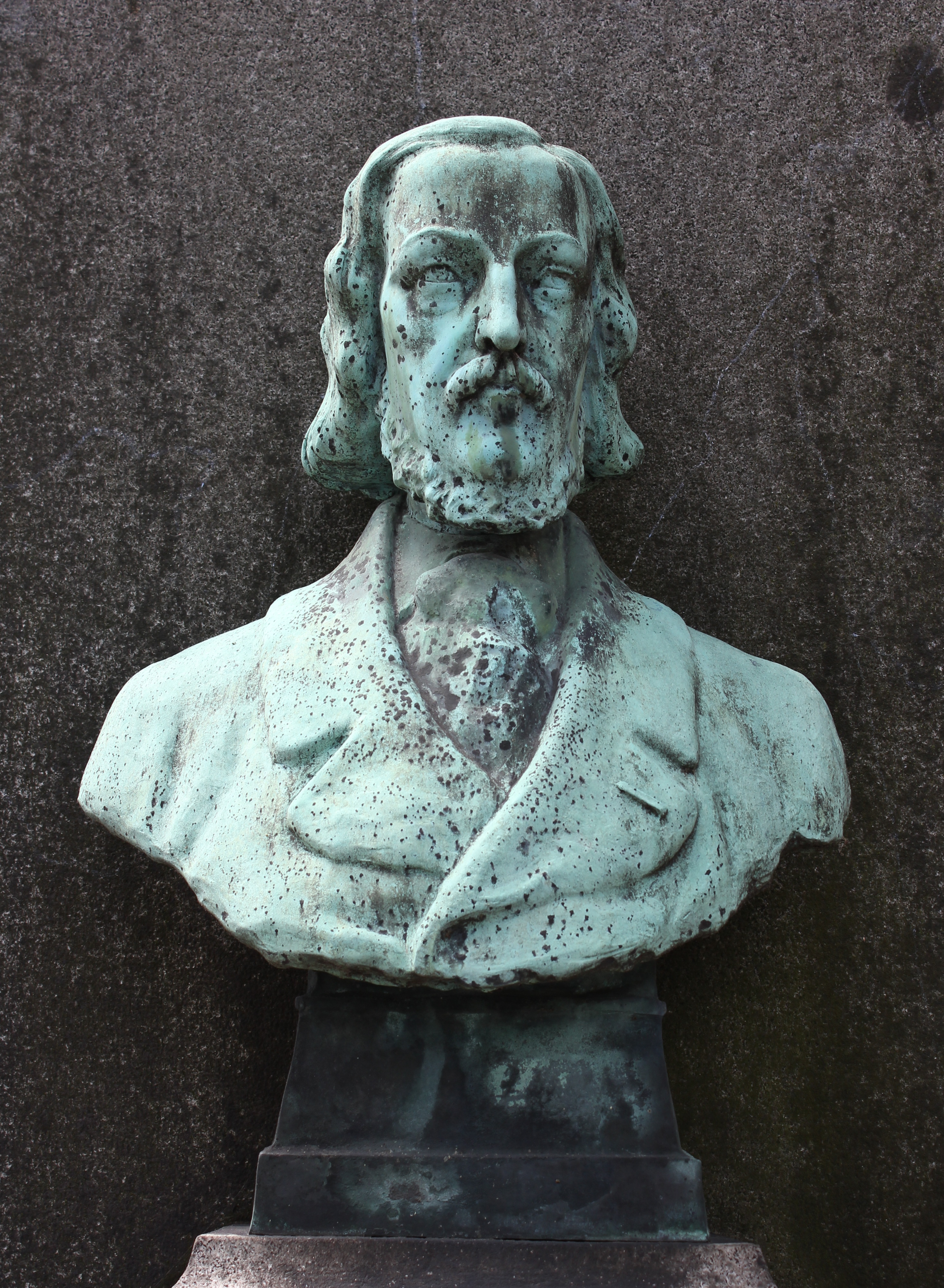
popiersie z grobowca na cmentarzu Père-Lachaise w Paryżu

Stephen Heller (ur. 15 maja 1813 w Budapeszcie, zm. 14 stycznia 1888 w Paryżu) – węgierski kompozytor i pianista okresu romantyzmu. Jego twórczość miała wpływ na twórczość późniejszych kompozytorów tej epoki.

## Życiorys
Heller zamierzał zostać prawnikiem, poświęcił jednak swoje życie muzyce. W wieku dziewięciu lat wykonywał koncert Jana Ladislava Dusseka na dwa fortepiany razem ze swym nauczycielem, F. Brauerem w budapeszteńskim teatrze. Wkrótce, jego nauczycielami zostali Carl Czerny oraz Anton Halm. Heller w wieku 12 lat wyruszył w trasę koncertową przez Wiedeń, Niemcy, Polskę oraz Węgry. W wieku 25 lat, wybrał się do Paryża, gdzie spotykał się m.in. z Hectorem Berliozem, Chopinem, Franzem Lisztem. W roku 1849 pracował jako muzyk w Anglii. Ostatnie dwadzieścia pięć lat życia spędził w Paryżu.

## Dzieła
Heller był płodnym kompozytorem na fortepian i, chociaż jego prace nie zaskakują oryginalnością, są szanowane za elegancję i wdzięk. Heller za życia wielokrotnie porównywany był z Mendelssohnem, chociaż po śmierci jego popularność spadła. Jego sentymentalna poetyka, czysta i bogata melodia, i płodność w inwencję rytmiczną powodują, że był on jednym z najlepszych kompozytorów tego rodzaju. Etiudy Hellera są popularne wśród uczniów i nauczycieli muzyki.